# Chocontá
Chocontá ist eine Gemeinde (municipio) im Departamento Cundinamarca in Kolumbien.

## Geographie
Chocontá liegt im Nordosten von Cundinamarca und ist die Hauptstadt der Provinz Almeidas. Chocontá liegt am Río Bogotá auf einer Höhe von 2655 Metern in den kolumbianischen Anden und hat eine Jahresdurchschnittstemperatur von 13 °C. An die Gemeinde grenzen im Norden Lenguazaque und Villapinzón, im Osten Villapinzón, Tibirita und Machetá, im Süden Sesquilé und Machetá und im Westen Suesca.

## Bevölkerung
Die Gemeinde Chocontá hat 27.927 Einwohner, von denen 14.387 im städtischen Teil (cabecera municipal) der Gemeinde leben (Stand: 2019).

## Geschichte
Chocontá geht auf eine indigene Siedlung zurück. Das „neue“ Dorf wurde 1563 von Tomás López auf einem Hügel auf der anderen Seite des Río Funza (heute: Río Bogotá) gegründet und 1573 an die heutige Stelle verlegt. Im Jahr 1854 ernannte sich Tomás de Herrera in Chocontá zum kolumbianischen Präsidenten.

## Wirtschaft
Die wichtigsten Wirtschaftszweige von Chocontá sind Landwirtschaft (insbesondere werden Kartoffeln angebaut) und Tierhaltung.

## Sehenswertes
- Stausee Embalse del Sisga[3]
- Pfarrkirche
- Kulturzentrum Casa de la Cultura

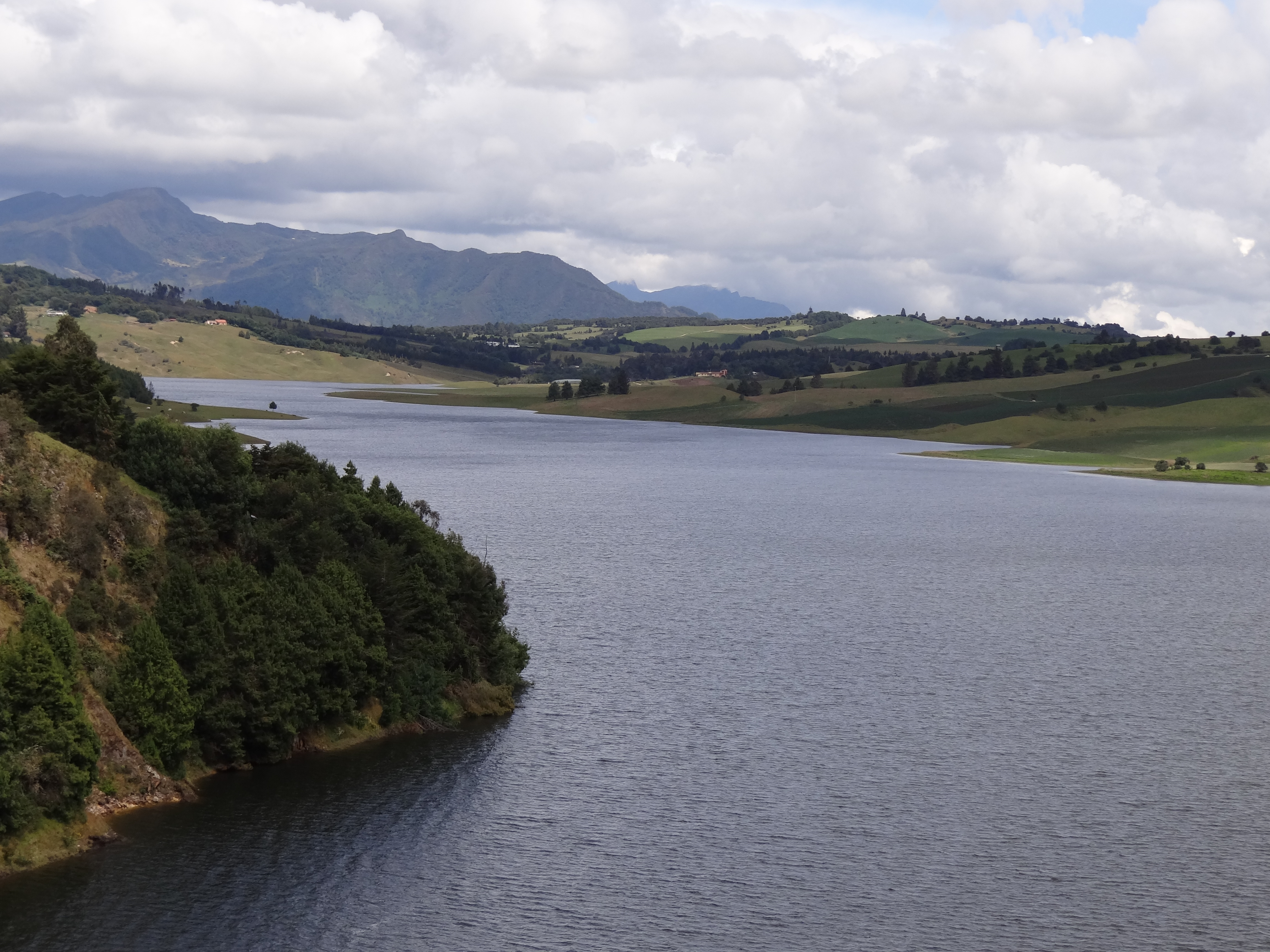
Embalse del Sisga
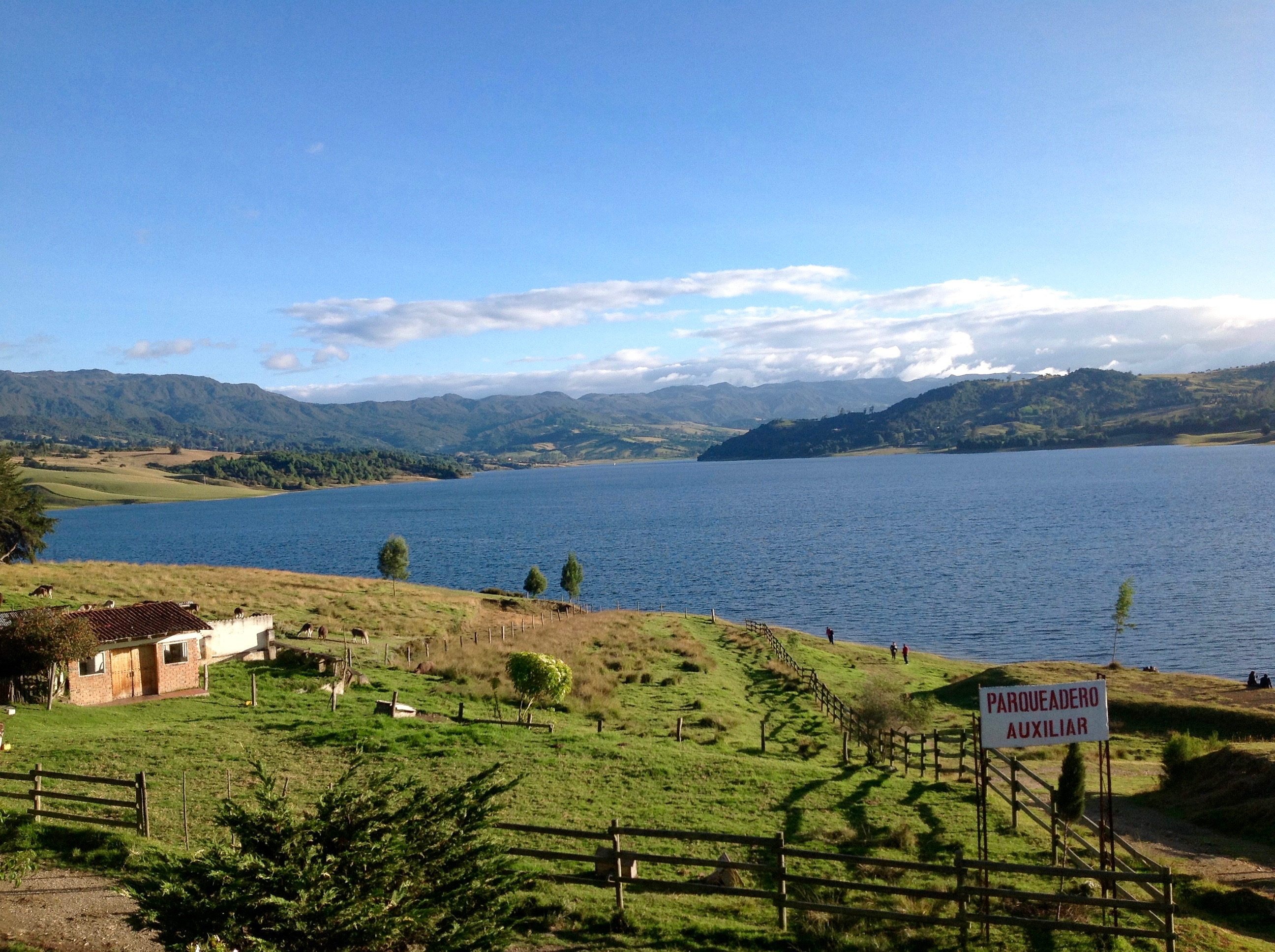
Embalse del Sisga
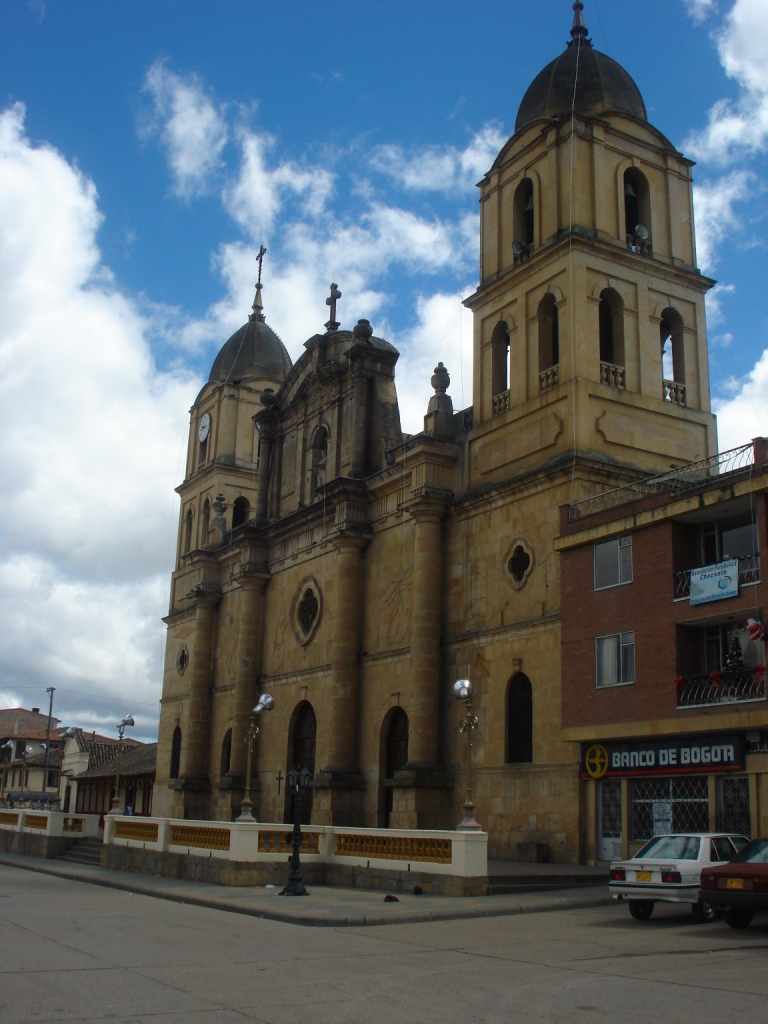
Pfarrkirche von Chocontá
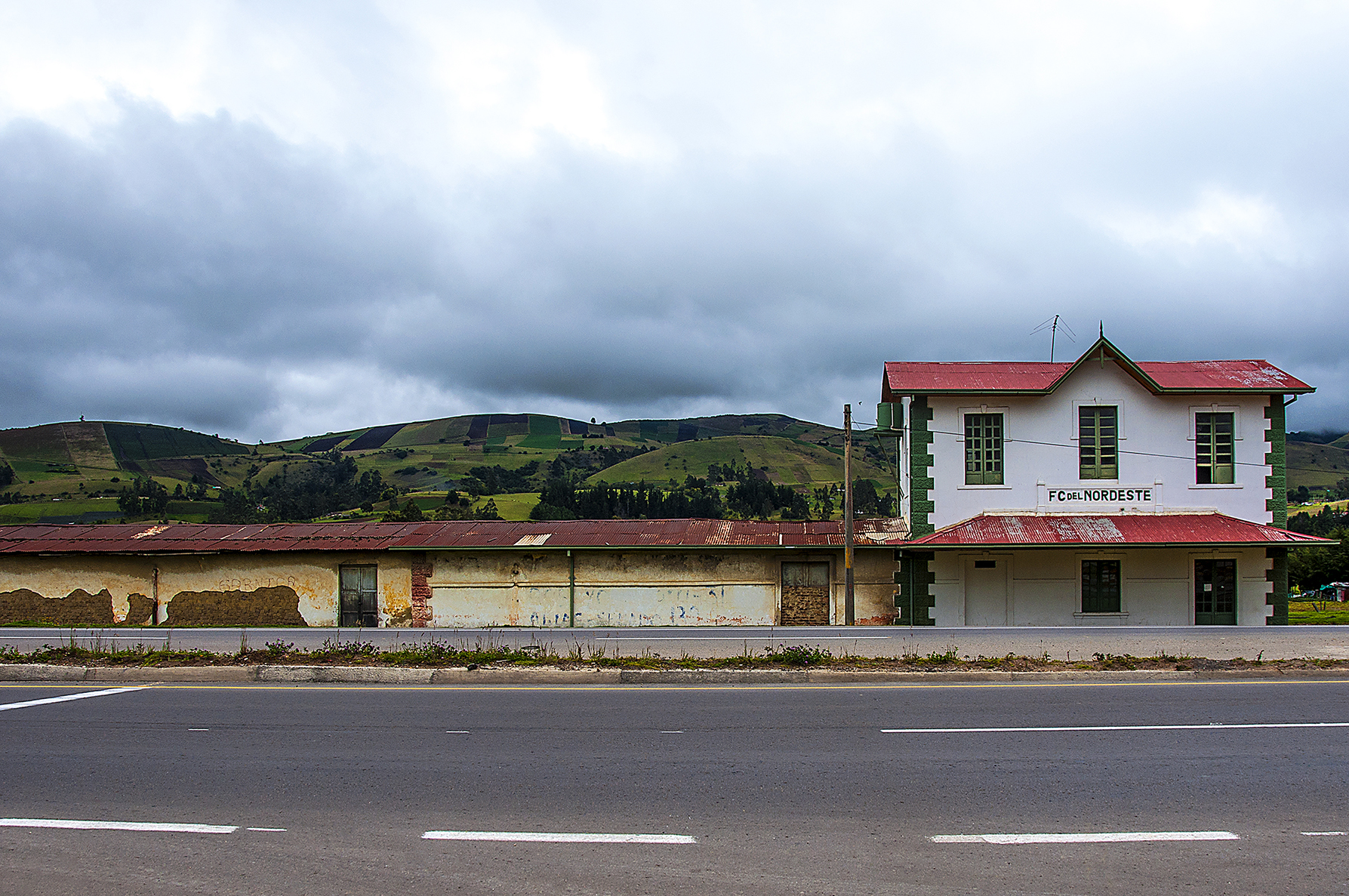
Alter Bahnhof von Chocontá

## Persönlichkeiten
- Hernando Rojas Ramírez (1924–2002), römisch-katholischer Geistlicher, Bischof von Neiva